# Communauté de communes de Benfeld et Environs
Die Communauté de communes de Benfeld et Environs war ein französischer Gemeindeverband mit der Rechtsform einer Communauté de communes im Département Bas-Rhin in der Region Grand Est. Sie wurde am 23. Dezember 1993 gegründet und umfasste elf Gemeinden. Der Verwaltungssitz befand sich im Ort Benfeld.

## Historische Entwicklung
Per 1. Januar 2017 wurde der Gemeindeverband mit der Communauté de communes du Pays d’Erstein und der Communauté de communes du Rhin zur neuen Communauté de communes du Canton d’Erstein zusammengeschlossen.

## Ehemalige Mitgliedsgemeinden
1. Benfeld
2. Herbsheim
3. Huttenheim
4. Kertzfeld
5. Kogenheim
6. Matzenheim
7. Rossfeld
8. Sand
9. Sermersheim
10. Westhouse
11. Witternheim